# Pouchetia africana
Pouchetia africana är en måreväxtart som beskrevs av Achille Richard och Dc.. Pouchetia africana ingår i släktet Pouchetia och familjen måreväxter.

## Underarter
Arten delas in i följande underarter:
- P. a. aequatorialis
- P. a. africana